# .np
Pour les articles homonymes, voir NP.
.np est le domaine de premier niveau national (country code top level domain : ccTLD) réservé au Népal.